# リー・チャイルド
リー・チャイルド（Lee Child、本名：ジェームズ・D・グラント (James D. Grant) 、1954年10月29日 - ）は、イギリスの推理小説家。
代表作は、ジャック・リーチャー・シリーズ。

## 経歴
イングランドのコヴェントリーに生まれた。父親は公務員、兄弟が3人おり、その内の1人の弟、アンドリュー・グラントもスリラー作家である。4歳の時に一家でバーミンガム北西部のハンズワース・ウッドに移り住み、より良い教育環境の中で育った。11歳まで地元の公立小学校に通った後、私立のキング・エドワーズ・スクールに進学。
1974年、シェフィールド大学で法律を学んでいたものの、法曹界に進むつもりはなく、学生時代は劇場のバックステージでアルバイトをしていた。大学卒業後は民放のグラナダ・テレビジョンに就職し、プレゼンテーション・ディレクターとして、イーヴリン・ウォーの『ブライズヘッド再訪』をドラマ化した"Brideshead Revisited" や、"The Jewel in the Crown" 、『第一容疑者』、『心理探偵フィッツ』などの番組の製作に携わった。その他にも、数多くのコマーシャルや物語などを手がけ、40,000時間以上の番組に携わった。グラナダ・テレビには1977年から1995年まで勤め、最後の2年は労働組合の代表を務めた。
リストラに遭い失業し、「エンターテインメントの最もピュアな形」である小説を書こうと作家への転身を決意。1997年、処女作『キリング・フロアー』（原題：Killing Floor ）を上梓し、翌1998年の夏にアメリカへ移り住む。
ペンネームの“リー (Lee) ”は、家族がルノーのル・カー (Le Car) の発音を間違えたジョークに由来し、“チャイルド (Child) ”は書店のミステリの書棚でレイモンド・チャンドラー (Chandler) とアガサ・クリスティ (Christie) の間に並べられたいとの意図に由来する。
代表シリーズの主人公であるジャック・リーチャーの名前に“リーチャー (Reacher) ”を選んだ理由は、スーパーでの買い物中に妻が長身の夫に対して"'Hey, if this writing thing doesn't pan out, you could always be a reacher in a supermarket.' ... 'I thought, Reacher — good name.'" （ねえ、もし今度の仕事が上手く行かなかったら、あなた、このスーパーで高いところのものを取る係 (reacher) にでもなればいいわ。思ったんだけど、“リーチャー”っていい名前ね。）と言ったことに由来する。リーチャー・シリーズは一人称で書かれている作品もあれば、三人称で書かれている作品もある。チャイルド自身はシリーズをリベンジの物語としており、グラナダテレビからリストラされた怒りを原動力にしているという。チャイルド自身はイギリス人だが、あえてアメリカ風のスリラー作品を書くように心がけている。
2007年、15人の作家がリレー形式で書き継いだ『ショパンの手稿譜』（原題：The Chopin Manuscript）に参加。同年9月25日から11月13日までアルフレッド・モリーナのナレーションでオーディブルで放送された。
2008年6月30日、同年11月から母校シェフィールド大学の客員教授に就任することが発表された。2009年、52のジャック・リーチャー奨学制度を設立した。
2009年にはアメリカ探偵作家クラブの会長に選任された。
2012年、ジャック・リーチャー・シリーズ第7作『アウトロー』（原題：One Shot ）がトム・クルーズ主演で映画化された。チャイルドもカメオ出演を果たした。
2012年1月、ウェールズのブレコンの山岳救助チームに新車購入のために10,000ユーロ（約16,000米ドル）を寄付した。前年に衝突事故により大破しており、自身の兄弟がそのチームの元メンバーだったことから寄付を持ちかけたという。
2020年1月、チャイルドはジャック・リーチャー・シリーズの執筆から引退し、弟のアンドリュー・グラントに引き継ぎ、チャイルドという姓でシリーズのさらなる本を書くことを発表した。彼はシリーズ全体をアンドリューに引き継ぐ前に、今後数冊の本をアンドリューと一緒に書く予定。
2022年、Amazon Prime Videoで配信されるドラマシリーズ『ジャック・リーチャー ～正義のアウトロー～』の最終回の最終盤において、リーチャーがダイナ―に入ったところですれ違いざまに声をかける男性客としてカメオ出演している。
1998年にアンソニー賞、1998年と2005年にバリー賞、2005年にネロ・ウルフ賞を受賞した。

## 私生活
妻ジェーンはニューヨーク出身。
バーミンガムを本拠地とするサッカー・チーム、アストン・ヴィラFCのファンで、チームの選手の名前を作中で使ったこともある。
2013年、『デイリー・メール』がチャイルド自身の発言として「執筆中はマリファナでハイになっている、44年間、週に5日は大麻を吸ってきた。」とする発言を引用したが、『アイリッシュ・イグザミナー』や『ポスト・スタンダード』に一部否定するなど釈明した。

## 作品リスト

### ジャック・リーチャー・シリーズ
| #   | 邦題                 | 原題                                                 | 刊行年 | 刊行年月    | 訳者     | 出版社     | 備考             |
| --- | -------------------- | ---------------------------------------------------- | ------ | ----------- | -------- | ---------- | ---------------- |
| 01  | キリング・フロアー   | Killing Floor                                        | 1997年 | 2000年07月  | 小林宏明 | 講談社文庫 | 2022年にドラマ化 |
| 02  | 反撃                 | Die Trying                                           | 1998年 | 2003年02月  | 小林宏明 | 講談社文庫 |                  |
| 03  | 警鐘                 | Tripwire                                             | 1999年 | 2006年02月  | 小林宏明 | 講談社文庫 |                  |
| 04  |                      | The Visitor （アメリカでのタイトルはRunning Blind ） | 2000年 |             |          |            |                  |
| 05  |                      | Echo Burning                                         | 2001年 |             |          |            |                  |
| 06  | 副大統領暗殺         | Without Fail                                         | 2002年 | 2024年08月  | 青木創   | 講談社文庫 |                  |
| 07  | 宿敵                 | Persuader                                            | 2003年 | 2021年08月  | 青木創   | 講談社文庫 | 2024年にドラマ化 |
| 08  | 前夜                 | The Enemy                                            | 2004年 | 2009年05月  | 小林宏明 | 講談社文庫 |                  |
| 09  | アウトロー           | One Shot                                             | 2005年 | 2013年01月  | 小林宏明 | 講談社文庫 | 2012年に映画化   |
| 10  | 奪還                 | The Hard Way                                         | 2006年 | 2022年08月  | 青木創   | 講談社文庫 |                  |
| 11  | 消えた戦友           | Bad Luck and Trouble                                 | 2007年 | 2023年08月  | 青木創   | 講談社文庫 | 2023年にドラマ化 |
| 12  |                      | Nothing To Lose                                      | 2008年 |             |          |            |                  |
| 13  | 葬られた勲章         | Gone Tomorrow                                        | 2009年 | 2020年08月  | 青木創   | 講談社文庫 |                  |
| 14  | 61時間               | 61 Hours                                             | 2010年 | 2016年07月  | 小林宏明 | 講談社文庫 |                  |
| 15  |                      | Worth Dying For                                      | 2010年 |             |          |            |                  |
| 16  |                      | The Affair                                           | 2011年 |             |          |            |                  |
| 17  | 最重要容疑者         | A Wanted Man                                         | 2012年 | 2014年09月  | 小林宏明 | 講談社文庫 |                  |
| 18  | ネバー・ゴー・バック | Never Go Back                                        | 2013年 | 2016年011月 | 小林宏明 | 講談社文庫 | 2016年に映画化   |
| 19  | パーソナル           | Personal                                             | 2014年 | 2018年03月  | 小林宏明 | 講談社文庫 |                  |
| 20  |                      | Make Me                                              | 2015年 |             |          |            |                  |
| 21  |                      | Night School                                         | 2016年 |             |          |            |                  |
| 22  | ミッドナイト・ライン | The Midnight Line                                    | 2017年 | 2019年04月  | 青木創   | 講談社文庫 |                  |
| 23  |                      | Past Tense                                           | 2018年 |             |          |            |                  |
| 24  |                      | Blue Moon                                            | 2019年 |             |          |            |                  |
| 25^ |                      | The Sentinel                                         | 2020年 |             |          |            |                  |
| 26^ |                      | Better Off Dead                                      | 2021年 |             |          |            |                  |
| 27^ |                      | No Plan B                                            | 2022年 |             |          |            |                  |
| 28^ |                      | The Secret                                           | 2023年 |             |          |            |                  |

^ リー・チャイルドとアンドリュー・チャイルド共著
短篇小説
・No Middle Name(2017) ジャック・リーチャー・シリーズの中編2 作と短編10 作を収録

## 受賞・ノミネート歴

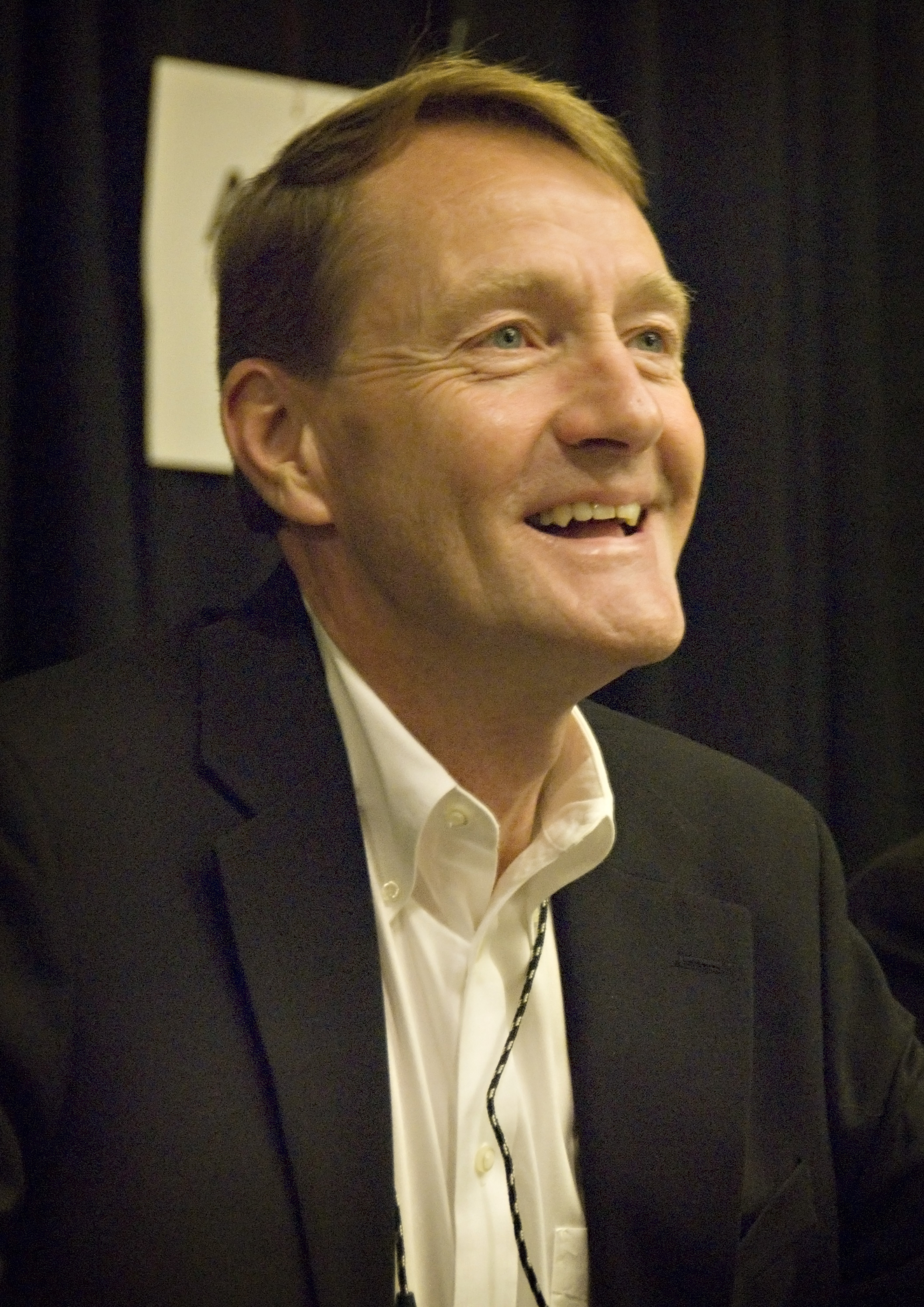
2009年バウチャーコンにて

| 作品                                   | 年     | 賞                                     | 結果       |
| -------------------------------------- | ------ | -------------------------------------- | ---------- |
| 『キリング・フロアー』 "Killing Floor" | 1998年 | アンソニー賞 新人賞                    | 受賞       |
| 『キリング・フロアー』 "Killing Floor" | 1998年 | マカヴィティ賞 新人賞                  | ノミネート |
| 『キリング・フロアー』 "Killing Floor" | 1998年 | バリー賞 新人賞                        | 受賞       |
| 『キリング・フロアー』 "Killing Floor" | 1998年 | ディリス賞                             | ノミネート |
| 『キリング・フロアー』 "Killing Floor" | 2000年 | 日本冒険小説協会大賞海外部門           | 受賞       |
| "Running Blind"                        | 2001年 | バリー賞 長編賞                        | ノミネート |
| "Without Fail"                         | 2002年 | イアン・フレミング・スチール・ダガー賞 | ノミネート |
| "Without Fail"                         | 2003年 | バリー賞 長編賞                        | ノミネート |
| "Without Fail"                         | 2003年 | ディリス賞                             | ノミネート |
| 『宿敵』 "Persuader"                   | 2003年 | イアン・フレミング・スチール・ダガー賞 | ノミネート |
| 『宿敵』 "Persuader"                   | 2004年 | ガムシュー賞 最優秀ミステリ賞          | ノミネート |
| 『前夜』 "The Enemy"                   | 2005年 | バリー賞 長編賞                        | 受賞       |
| 『前夜』 "The Enemy"                   | 2005年 | ディリス賞                             | ノミネート |
| 『前夜』 "The Enemy"                   | 2005年 | ネロ・ウルフ賞                         | 受賞       |
| 『アウトロー』 "One Shot"              | 2006年 | マカヴィティ賞 長編賞                  | ノミネート |
| "The Hard Way"                         | 2007年 | ガムシュー賞 最優秀スリラー賞          | ノミネート |
| 『消えた戦友』 "Bad Luck and Trouble"  | 2008年 | アンソニー賞 長編賞                    | ノミネート |
| 『消えた戦友』 "Bad Luck and Trouble"  | 2008年 | ガムシュー賞 最優秀スリラー賞          | ノミネート |
|                                        | 2010年 | バウチャーコン功労賞                   | 受賞       |
| 『61時間』 "61 Hours"                  | 2010年 | イアン・フレミング・スチール・ダガー賞 | ノミネート |
|                                        | 2013年 | ダイヤモンド・ダガー賞                 | 受賞       |

## 作品の映像化
- アウトロー（映画、2012年、クリストファー・マッカリー監督・脚本、トム・クルーズ主演）
- ジャック・リーチャー NEVER GO BACK （映画、2016年、エドワード・ズウィック監督、トム・クルーズ主演）
- ジャック・リーチャー ～正義のアウトロー～ Reacher  (2022) 　テレビドラマシリーズ、製作総指揮